# Taylor Hill (vận động viên)
Taylor Hill (sinh ngày 2 tháng 2 năm 1996) là một vận động viên chạy nước rút từ Quần đảo Virgin thuộc Anh.

## Thành tích cá nhân tốt nhất
| Nội dung | Kết quả                   | Địa điểm                | Ngày                    |
| -------- | ------------------------- | ----------------------- | ----------------------- |
| 100 m    | 11,83 giây (gió: -0,1 Cô) | liên_kết=\|viền Âm trầm | 4 tháng 4 năm 2015      |
| 200 m    | 24,24 giây (gió: +0,9 Cô) | liên_kết=\|viền Âm trầm | Ngày 5 tháng 4 năm 2015 |

## Thành tích giải đấu
| Năm                            | Giải đấu                                                  | Địa điểm                                   | Thứ hạng                       | Nội dung                       | Chú thích                      |
| Đại diện Quần đảo Virgin (Anh) | Đại diện Quần đảo Virgin (Anh)                            | Đại diện Quần đảo Virgin (Anh)             | Đại diện Quần đảo Virgin (Anh) | Đại diện Quần đảo Virgin (Anh) | Đại diện Quần đảo Virgin (Anh) |
| ------------------------------ | --------------------------------------------------------- | ------------------------------------------ | ------------------------------ | ------------------------------ | ------------------------------ |
| 2010                           | CARIFTA Games (U17)                                       | George Town, Cayman Islands                | 6th (h)                        | 100 m                          | 12.26 (wind: +1.2 m/s)         |
| 2010                           | Central American and Caribbean Junior Championships (U17) | Santo Domingo, Cộng hòa Dominicana         | 4th                            | 100 m                          | 12.38 (wind: -1.2 m/s)         |
| 2010                           | Central American and Caribbean Junior Championships (U17) | Santo Domingo, Cộng hòa Dominicana         | 8th                            | 200 m                          | 26.55 (wind: -1.2 m/s)         |
| 2011                           | CARIFTA Games (U17)                                       | Montego Bay, Jamaica                       | 3rd (h)                        | 100 m                          | 12.47 (wind: -2.3 m/s)         |
| 2011                           | CARIFTA Games (U17)                                       | Montego Bay, Jamaica                       | 4th (h)                        | 200 m                          | 24.79 (wind: -0.4 m/s)         |
| 2012                           | CARIFTA Games (U17)                                       | Hamilton, Bermuda                          | 5th                            | 100 m                          | 12.10 w (wind: +4.6 m/s)       |
| 2012                           | CARIFTA Games (U17)                                       | Hamilton, Bermuda                          | 3rd                            | 4x100 m relay                  | 48.22                          |
| 2012                           | CARIFTA Games (U17)                                       | Hamilton, Bermuda                          | 4th                            | 4x400 m relay                  | 3:59.25                        |
| 2012                           | Leeward Islands Junior Championships (U17)                | Road Town, Tortola, British Virgin Islands | 1st                            | 100m                           | 12.61 (wind: -3.0 m/s)         |
| 2012                           | Leeward Islands Junior Championships (U17)                | Road Town, Tortola, British Virgin Islands | 1st                            | 200m                           | 25.44 (wind: -3.3 m/s)         |
| 2012                           | Leeward Islands Junior Championships (U17)                | Road Town, Tortola, British Virgin Islands | 1st                            | 4x100m relay                   | 47.89                          |
| 2012                           | Leeward Islands Junior Championships (U17)                | Road Town, Tortola, British Virgin Islands | 1st                            | 4x400m relay (Open)            | 3:49.19                        |
| 2013                           | CARIFTA Games (U20)                                       | Nassau, Bahamas                            | 6th (h)                        | 100 m                          | 12.36 (wind: +0.7 m/s)         |
| 2013                           | CARIFTA Games (U20)                                       | Nassau, Bahamas                            | 4th (h)                        | 200 m                          | 25.84 (wind: -0.4 m/s)         |
| 2013                           | Leeward Islands Junior Championships (U20)                | Road Town, Tortola, British Virgin Islands | 1st                            | 100m                           | 12.23 (wind: -1.5 m/s)         |
| 2013                           | Leeward Islands Junior Championships (U20)                | Road Town, Tortola, British Virgin Islands | 1st                            | 200m                           | 24.95 (wind: +0.1 m/s)         |
| 2013                           | Leeward Islands Junior Championships (U20)                | Road Town, Tortola, British Virgin Islands | 1st                            | 4x100m relay                   | 46.62                          |
| 2013                           | World Youth Championships                                 | Donetsk, Ukraine                           | 23rd (h)                       | 100m                           | 12.10 (wind: -0.1 m/s)         |
| 2013                           | World Youth Championships                                 | Donetsk, Ukraine                           | 2nd                            | Medley relay                   | 2:07.40                        |
| 2014                           | CARIFTA Games (U20)                                       | Fort-de-France, Martinique                 | 9th (h)                        | 100 m                          | 12.05 (wind: +2.3 m/s)         |
| 2014                           | CARIFTA Games (U20)                                       | Fort-de-France, Martinique                 | 11th (h)                       | 200 m                          | 25.07 (wind: +1.3 m/s)         |
| 2015                           | CARIFTA Games (U20)                                       | Basseterre, Saint Kitts và Nevis           | 5th                            | 100 m                          | 11.96 (wind: +0.5 m/s)         |
| 2015                           | CARIFTA Games (U20)                                       | Basseterre, Saint Kitts và Nevis           | 9th (h)                        | 200 m                          | 24.24 (wind: +0.9 m/s)         |
| 2015                           | CARIFTA Games (U20)                                       | Basseterre, Saint Kitts và Nevis           | 2nd                            | 4x400 m relay                  | 3:46.43                        |
| 2016                           | NACAC U23 Championships                                   | San Salvador, El Salvador                  | 7th                            | 100 m                          | 12.04                          |